# Naíta Ussene
Naíta Ussene (* 1959 in António Enes, Portugiesisch-Ostafrika) ist ein mosambikanischer Fotojournalist.
Im April 1974 fing Ussene als einfacher Mitarbeiter der antikolonialen, mosambikanischen Zeitschrift Tempo an. Nach der Unabhängigkeit Mosambiks im Jahr 1975 begann Ussene gemeinsam mit anderen Fotografen wie Ricardo Rangel und Kok Nam zu arbeiten. 1976 kehrte er als Fotojournalist zur Tempo zurück.
Gemeinsam mit anderen Journalisten und Journalistinnen gründete Ussene 1992 die Mediengenossenschaft Mediacoop, die unter anderem die Zeitungen Mediafax und Savana herausgibt. Bis heute arbeitet Ussene für die Savana.
Ussene ist Vorsitzender der Associação Moçambicana de Fotografia.